# الدولة الكانمية
إمبراطورية كانم-برنو كانت دولة تاريخية قامت في المناطق التي تُشكّل اليوم أجزاءً من نيجيريا والنيجر والكاميرون وليبيا وتشاد. عُرفت لدى الجغرافيين العرب باسم إمبراطورية كانم منذ القرن الثامن الميلادي، واستمرت لاحقًا كمملكة بورنو المستقلة (المعروفة أيضًا بإمبراطورية بورنو) حتى عام 1900.
إمبراطورية كانم (نحو 700–1380) كانت تقع فيما يُعرف حاليًا بتشاد ونيجيريا وليبيا. وفي أوجها، امتدت على مساحة شاسعة، شملت غالبية تشاد بالإضافة إلى أجزاء من جنوب ليبيا (فزان)، وشرق النيجر، وشمال شرق نيجيريا، وشمال الكاميرون. أما إمبراطورية برنو (ثمانينيات القرن الرابع عشر - 1893) فقد كانت دولة تتمركز فيما يعرف اليوم بشمال شرق نيجيريا،  ومع مرور الوقت، أصبحت برنو أكبر من كانم، وامتدت لتشمل مناطق تُشكّل الآن أجزاء من تشاد، النيجر، والكاميرون.
يُعرف التاريخ المبكر للإمبراطورية بشكل أساسي من السجل الملكي (أو جرجام [الإنجليزية]) الذي اكتشفه الرحالة الألماني هاينريش بارث عام 1851. تأسست بقايا الأنظمة التي خلفت الإمبراطورية، والتي تجلت في شكل إمارة بورنو [الإنجليزية] و إمارة ديكوا [الإنجليزية] ، نحو عام 1900 وما زالت مستمرة حتى يومنا هذا كدول تقليدية داخل نيجيريا..

## نظريات حول أصل الإمبراطورية
نشأت سنة 700 م من قبيلة بدوية من التبو. وحسب جريجام، أجبرت بعضا منهم على النزوح إلى الجَنُوب الغربي باتجاه الأراضي الخصبة حول بحيرة تشاد نتيجة ضغط سياسي وجفاف في بيئتهم السابقة. وضمت هذه المنطقة بعض الدول المدنية المستقلة المحاطة بأسوار انتمت إلى حضارة ساو. وتحت قيادة أسرة دوجووا، سيطرت التبو في نهاية المطاف على ساو بعد اكتساب كثير من عاداتها. واستمرت الحرب بين البلدين حتى أواخر القرن السادس عشر.
ومن الناحية النظرية، نجد أن الدولة الضائعة أجيسيمبا التي ذكرها بطليموس (Ptolemy) في منتصف القرن الثاني الميلادي) كانت سابقة لإمبراطورية كانم.

## أسرة دوجووا
وقعت كانم في الطرف الجنوبي من طريق التجارة العابرة للصحراء الكبرى بين طرابلس ومنطقة بحيرة تشاد. وفي نهاية الأمر تخلت الكانمبو عن أسلوب حياتها البدوية، وأسست عاصمة في عام 700 ميلادي تقريبًا تحت حكم أول ملك شرعي («ماي») من ملوك الكانمبو المعروف باسم سيف سياف. وقد امتدت أراضي العاصمة نيجمي (وتعني «الجَنُوب» في لغة الكانمبو) وتأثيرها تحت حكم دوغو ابن سيف. وكان هذا التحول بداية عهد أسرة دوجووا. وكان يُنظر إلى كل ملك (ماي) من ملوك دوجووا على أنهم ملوك إلهيين وينتمون إلى مؤسسة الحكم المعروفة باسم ماجومي. وعلى الرغم من التغييرات في سلطة الأسرة، تم الاحتفاظ باسم ماجومي ولقب ماي لأكثر من ألف سنة.

## أسرة سايفاوا
كان العامل الرئيسي الذي أثر على تاريخ دولة كانم التغلغل المبكر للإسلام. حيث أحضر تجار شمال إفريقيا والبربر والعرب الدين الجديد معهم. وفي عام 1085 م ، أزاح النبيل المسلم هوماي آخر ملك من ملوك دوجووا سلما (Selma) من السلطة، وهكذا نشأت أسرة جديدة من أسر سيفووا.
وكان قدوم أسرة سيفووا بمثابة التغيير الجذري في إمبراطورية كانم. أولاً، لأنه يعني أسلمة البلاط وسياسات الدولة. ثانيًا، ضرورة تحديد هُوِيَّة المؤسسين. وبعد القرن الثالث عشر، بدأت الإمبراطورية في الربط بين مي سيف والأسطورة اليمنية سيف بن ذي يزن. ومن ثم، أصبح من العرف إطلاق اسم سايفاوا على الأسرة الحاكمة الجديدة بدلاً من سيفوا.

## الإسلام وكانم
قدم الإسلام لحكام سايفاوا أفكارًا جديدة من شبه الجزيرة العربية والبحر الأبيض المتوسط فضلاً عن إدارة محو الأمية. غير أن الكثيرين قاوموا الدين الجديد، مفضلين العقائد التقليدية والممارسات. وعندما تولى هوماي السلطة على أساس اتباعه الشديد للإسلام، على سبيل المثال، كان يعتقد أن دوجووا/سيفووا بدأتا نوعاً من المعارضة الداخلية. وهذا النمط من الصراع والتوصل إلى تسوية مع الإسلام يحدث مرارًا وتكرارًا في تاريخ تشاد.
وقبل القرن الثاني عشر، حكمت سايفاوا جميع أنحاء كانم. وفي الوقت نفسه، كان شعب كانم أقرب إلى الحكام الجدد، وزاد عدد السكان في نييمي. وعلى الرغم من أن كانيمبو أصبحت قاعدة السلطة الرئيسية لسايفاوا، واصل الحكام في كانم السفر بشكل متكرر إلى جميع أنحاء المملكة، ولا سيما تجاه بورنو التي تقع غرب بحيرة تشاد. واعترف الرعاة والمزارعون على حد سواء بسلطة الحكومة، وأقروا بالولاء من خلال دفع الجزية.

## ماي دوناما داباليمي
ازداد توسع كانم خلال عهد ماي دوناما داباليمي (قبل الميلاد. 1221–1259), وأيضًا خلال عهد أسرة سايفاوا. بدأ داباليمي التبادلات الدبلوماسية مع السلاطين في شمال أفريقيا ورتب على ما يبدو لإنشاء نزل خاص في القاهرة لتسهيل الحج إلى مكة. وأعلن خلال فترة حكمه الجهاد ضد القبائل المحيطة به، وبدأت فترة طويلة من الفتح. وبعد تقوية هذا الإقليم حول بحيرة تشاد، وقع إقليم فيزان (في الوقت الحاضر ليبيا) تحت سيطرة كانم وامتد تأثير الإمبراطورية إلى كانو (في الوقت الحاضر نيجيريا)، شرقًا نحو واداي، وجنوبًا نحو مراعي أداماوا (في الوقت الحاضر الكاميرون). ومع ذلك، دمر كذلك عشيرة موني وبهذا شارك في الثورة واسعة الانتشار التي بلغت ذروتها في نهوض توبو وبولالا. وكان من الممكن إخماد الثورة السابقة ولكن استمرت الثورة التالية وأدت في النهاية إلى تراجع سايفووا من كانم إلى بورنو في عام 1380م.
وضع داباليمي نظامًا لمكافأة القادة العسكريين بتوليهم السلطة على الشعب الذي يغزونه. ومع ذلك، تسبب هذا النظام في ميل ضباط الجيش لتوريث مناصبهم لأبنائهم، وبالتالي تحول المنصب من اقتصاد يقوم على الإنجاز والولاء للماي إلى منصب يقوم على أساس توريث طبقة النبلاء. كان داباليمي قادرًا على قمع هذا الاتجاه، ولكن بعد وفاته، وقع الشقاق بين أبنائه مما أدى إلى إضعاف أسرة سايفاوا. ثم تفاقمت نزاعات الأسرة حتى وصلت إلى حرب أهلية، وتوقفت الشعوب النائية في كانم بعد ذلك بقليل عن دفع الجزية.

## سقوط كانم
بعد وفاة دوناما الثاني، سقطت كانم بسرعة في دوامة. وبنهاية القرن الرابع عشر، مزقتها الصراعات الداخلية والهجمات الخارجية.

### حتى النهضة
خلال الفترة من 1342 إلى 1352م، قتل ساو، الذي هيمن على كانم قبل الزغاوة، أربعة من الماي في المعركة. وأدت الزيادة في أعداد الماي المتكالبين على العرش إلى سلسلة من الحروب الضارية.

## غزو بولالا
تم التعامل مع ناقوس الموت لسلطة سايفاوا في كانم عن طريق بولالا، الغزاة من منطقة مجاورة تقع حول بحيرة فيتري ناحية الشرق. وبحلول عام 1376 م ، أخرجت بولالا الكانمبو من عاصمتها. وبحلول عام 1388، بسطوا سلطانهم على كانم أيضًا. وأجبر كانوري على العودة إلى طرقهم البدوية وتم ترحيلهم من غرب بحيرة تشاد، وفي نهاية المطاف تم إنشاء إمبراطورية جديدة في بورنو.

## كتابات أخرى
- Barkindo, Bawuro, "The early states of the Central Sudan: Kanem, Borno and some of their neighbours to c. 1500 A.D.", in: J. Ajayi und M. Crowder (Hg.), History of West Africa, Bd. I, 3. Ausg. Harlow 1985, 225-254.
- Lange, Dierk, Ancient Kingdoms of West Africa: Africa-Centred and Canaanite-Israelite Perspectives, Dettelbach 2004. (the book suggests a pre-Christian origin of Kanem in connection with the Phoenician expansion)
- Urvoy, Yves, L'empire du Bornou, Paris 1949.
- Lange, Dierk, "Immigration of the Chadic-speaking Sao towards 600 BCE" Borno Museum Society Newsletter, 72-75 (2008), 84-106.

## وصلات خارجية
- Timeline of rulers
- إمبراطورية كانم-برنو
- أصول الكانبمو والكانوري ـ نبذة مختصرة